# Марк Клавдий Марцелл (заговорщик)
Марк Кла́вдий Марце́лл (лат. Marcus Claudius Marcellus) (около 110 — после 63 до н. э.) — римский военный и политический деятель, один из участников заговора Катилины.
Согласно Цицерону, осенью 63 года до н. э. принимал в своём доме Катилину. После раскрытия заговора поднял мятеж на территории племени пелигнов, разоблачен по доносу Луция Веттия (лат. Lucius Vettius) и разбит Марком Кальпурнием Бибулом.